# クリス・コネリー
クリス・コネリー（Chris Connelly、1964年11月10日 - ）は、1980年代後半から1990年代初頭にかけてのインダストリアル・ミュージックにおける成果、特にリヴォルティング・コックスやミニストリーとの関わりで有名になったスコットランド出身のミュージシャンにして作家である。以来、オルタナティヴ・ロックのシンガーソングライターとしての地位を確立し、ソロ・アルバムをリリースし続けている。

## 生い立ち
コネリーは、スコットランドのエディンバラ市内中心部近くにあるブランツフィールドにて、マイケルとサディ・コネリーの間に生まれた。コネリーの父親は早くして水泳事故で亡くなり、クリスは心の隙間を埋めるために家の外での芸術的な活動に熱中した。コネリーのスコットランドにおける祖先は、もともとアイルランドからスコットランドに来たコネリー家とマーフィー家を介しており、アイルランド系の血筋が含まれている。母親側のキング家とマカロック家はハイランド出身で、仕事を求めてグラスゴーに移り住んだのだという。

## 音楽キャリア
コネリーは1980年にフィニトライブ結成に参加し、音楽キャリアをスタートした。それから数年間、数々の著名なインダストリアル、ダンス・ミュージック、そしてニュー・ウェイヴといった活動に対抗するか、あるいは逆に深く関わるかしてきた。2008年、コネリーは音楽業界における初期の活動の回顧録として『Concrete, Bulletproof, Invisible, and Fried: My Life As A Revolting Cock』（ISBN 0946719950）を出版した。その本の中で、ロンドンでのアル・ジュールゲンセンとの出会いや、リヴォルティング・コックス、ミニストリー、PTP、アシッド・ホース、キリング・ジョーク、ピッグフェイスといったバンドとの関わり、そして彼のソロ・キャリアの発展について解説している。
インダストリアルというルーツとは対照的に、コネリーはソロ作品で様々なジャンルの音楽を探求してきた。2013年、彼はさらに2つのプロジェクトをインダストリアルの観点から始めた。Jason C. Novak (Czar、Acumen Nation)とのCocksureと、ポール・バーカー（ミニストリー、リヴォルティング・コックス、ラード）とのBells into Machinesである。

## 私生活
コネリーは現在、シカゴに拠点を置き、ウィッカーパークにあるレコード店「Reckless Records」を経営している。また音楽学校でボーカルの講師にもなっている。

## 所属したバンド
- アシッド・ホース (Acid Horse)
- Bells Into Machines
- Chris Connelly and The Bells (1970年代のカナダのバンド、The Bellsとは別バンド)
- Catherine
- Chainsuck
- Cocksure
- ダメージ・マニュアル (The Damage Manual)
- Die Warzau
- Everyoned
- The Final Cut
- フィニトライブ (Finitribe)
- The High Confessions
- KMFDM
- The Love Interest
- ミニストリー (Ministry)
- マーダー・インク (Murder, Inc.)
- ピッグフェイス (Pigface)
- PTP
- リヴォルティング・コックス (Revolting Cocks)
- Sons of the Silent Age (デヴィッド・ボウイ・トリビュート・バンド)
- Thanatos

## ディスコグラフィ

### ソロ・アルバム
- Whiplash Boychild (1991年)
- Phenobarb Bambalam (1992年)
- Shipwreck (1994年)
- Songs for Swinging Junkies (1994年) ※with William Tucker
- The Ultimate Seaside Companion (1997年) ※with The Bells
- Blonde Exodus (2001年) ※with The Bells
- Largo (2001年) ※with ビル・リーフリン
- Private Education (2002年)
- Initials C.C. (2002年) ※レア音源とコネリーの個人的に好きな曲を集めたコレクション
- Night of Your Life (2004年)
- The Episodes (2007年)
- Forgiveness & Exile (2008年)
- Pentland Firth Howl (2009年)
- How This Ends (2010年)
- 『アーティフィシャル・マッドネス』 - Artificial Madness (2011年)[3]
- Day of Knowledge (2012年)
- Decibels From Heart (2015年)
- Art + Gender (2017年)
- The Tide stripped Bare (2018年)
- Bloodhounds (2018年)
- Sleeping Partner (2019年)
- Graveyard Sex (2020年)

### スポークン・ワード
- New Town Nocturnes (2016年) ※マイケル・ベッグとのコラボレーション[4]

### 参加コンピレーション・アルバム
- Welcome to Our Nightmare: a Tribute to Alice Cooper (1993年) ※「Desperado」で参加
- Whore: Various Artists Play Wire (1996年) ※「A Mutual Friend」で参加
- Mutations – A Tribute To Alice Cooper (2002年) ※「Hard Hearted Alice」で参加
- ...It Just Is (2005年) ※「What's Left But Solid Gold?」で参加
- Cash From Chaos – A Tribute to the Man in Black, Johnny Cash (2005年) ※「Don't Make Me Go」で参加
- Whispers From the Offing (A Tribute to Kevin Coyne) (2007年) ※「Looking for a River」で参加

## 書誌
- "Confessions of the Highest Bidder: Poems and Songwords, 1982-1996" (1999年) KB Publishing
- "Concrete, Bulletproof, Invisible and Fried" (2007年) SAF Publishing[5]
- "Ed Royal" (2010年) Shipwrecked Industries